# Llanfair (Gwynedd)
Pour les articles homonymes, voir Llanfair.
Llanfair est un village et une communauté du Gwynedd, au pays de Galles.

## Géographie
Llanfair est situé près du littoral de la baie de Cardigan, à 2 km au sud du centre-ville de Harlech. La route A496 (en) et la Cambrian Line (en) contournent le village par l'ouest.
La communauté de Llanfair comprend aussi les villages et hameaux de Llandanwg (en) et Pensarn (en).

## Démographie
Au recensement de 2011, la communauté de Llanfair comptait 453 habitants.